# Michelle Hurst

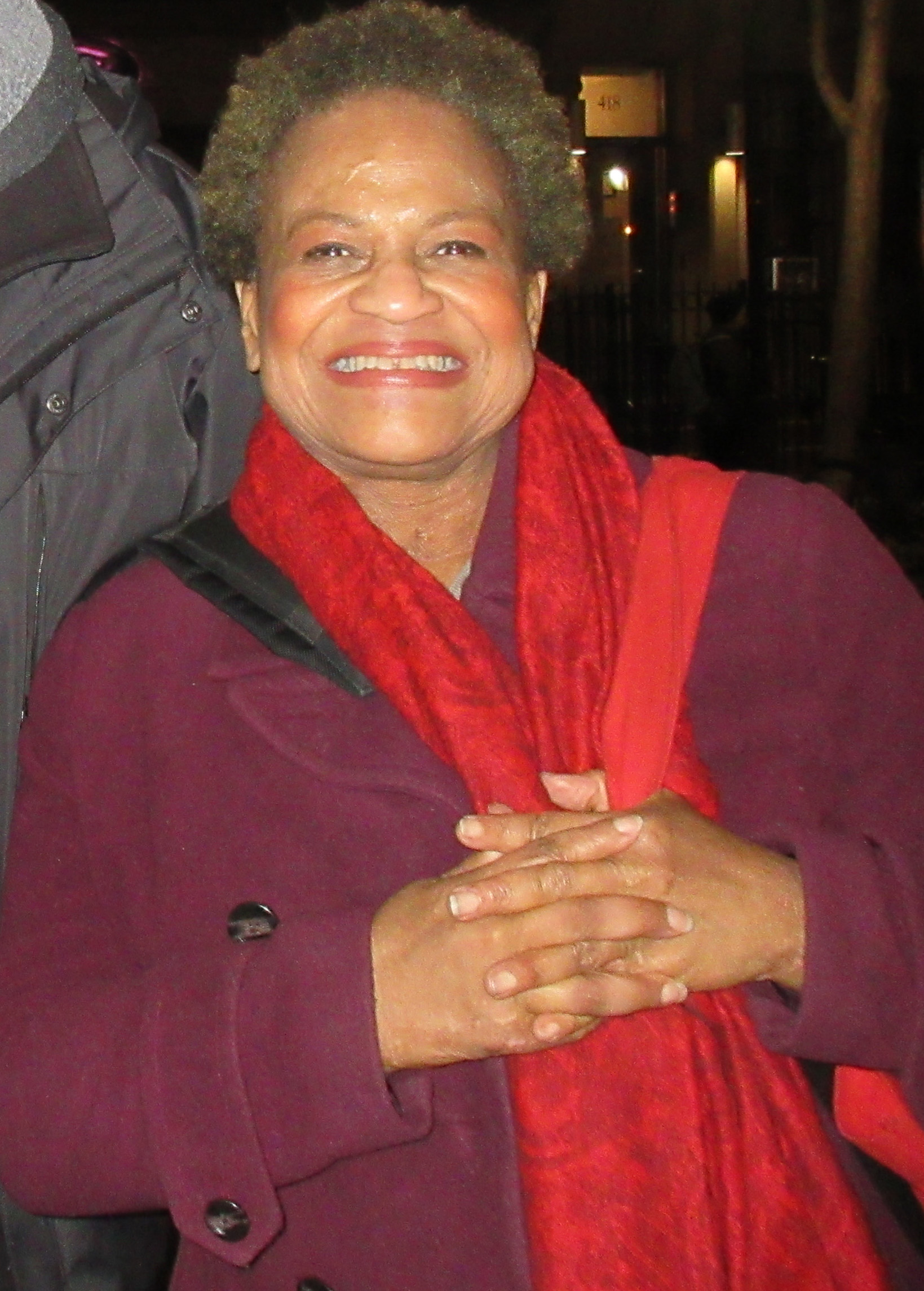
Michelle Hurst, 2018

Michelle Hurst  (* 1. Juni 1953 in Brooklyn, New York) ist eine US-amerikanische Schauspielerin, bekannt durch die Rolle der Miss Claudette Pelage in der ersten Staffel der Netflix-Serie Orange Is the New Black.

## Leben und Karriere
Hurst wurde in Brooklyn, New York geboren. 1974 machte sie ihren Abschluss am Mount Holyoke College. Sie begann ihre Karriere am Theater und trat ab den 1990er Jahren auch in Film und Fernsehen auf. Hurst ist bekannt für verschiedene Rollen in Law & Order-Folgen. Sie spielte in Filmen wie Airheads, Smoke, Stepmom und Sherrybaby.
2013 spielte Hurst die Rolle der Miss Claudette Pelage in der ersten Staffel Netflix-Serie Orange Is the New Black. Für diese Rolle erhielt Hurst gemeinsam mit den anderen Hauptrollen den Satellite Award for Best Cast – Television Series. Sie verließ die Serie nach der ersten Staffel.
An Weihnachten 2013 wurde Hurst in einem Autounfall schwer verletzt. Sie wurde für 16 Tage in ein künstliches Koma versetzt, damit Operationen in der Nähe ihrer Wirbelsäule durchgeführt werden konnten.
Im Januar 2015 trat Hurst in der dritten Staffel der britischen Fernsehserie Last Tango in Halifax auf.

## Filmografie (Auswahl)
- 1989: Geboren am 4. Juli (Born on the Fourth of July)
- 1994: Airheads
- 1995: New York Undercover
- 1995: Smoke
- 1995: Blue in the Face
- 1995: New York News
- 1996: I Shot Andy Warhol
- 1996–2001: Law & Order  (Fernsehserie mehrere Folgen)
- 1997: Office Killer
- 1998: Seite an Seite (Stepmom)
- 2000: Cosby (Fernsehserie)
- 2000: Sex and the City (Fernsehserie)
- 2000–2015: Law & Order: Special Victims Unit  (Fernsehserie mehrere Folgen)
- 2001: Just Visiting
- 2002: Criminal Intent – Verbrechen im Visier (Law & Order: Criminal Intent)
- 2003: In the Cut
- 2003: Life on the Line
- 2004: Poster Boy
- 2004: Rescue Me
- 2004: Third Watch – Einsatz am Limit (Third Watch)
- 2006: SherryBaby (Sherrybaby)
- 2008: Choke – Der Simulant (Choke)
- 2009: Good Wife (The Good Wife)
- 2010: A Little Help
- 2010: All Beauty Must Die (All Good Things)
- 2010: Blue Bloods – Crime Scene New York (Blue Bloods)
- 2011: Der ganz normale Wahnsinn – Working Mum (I Don’t Know How She Does It)
- 2012: Frances Ha
- 2012: NYC 22
- 2013: Orange Is the New Black (Fernsehserie)
- 2014: Broad City
- 2014: Forever (Fernsehserie, Folge 21)
- 2014: Hard Sell
- 2015: Last Tango in Halifax
- 2017: Permission